# Välgörande fruntimmerssällskapet
Välgörande fruntimmerssällskapet var en svensk välgörenhetsförening, aktiv mellan 1819 och 1934. Föreningens syfte var att samla in pengar till förmån för fattiga kvinnor och flickor i Stockholm, och att understödja inrättningar som kunde ge möjlighet till försörjning för dem. Föreningen tillhörde de första av de svenska välgörenhetsföreningar som skulle komma att bli så vanliga under 1800-talet, och var också den kanske första förening i Sverige som bildades och bestod av kvinnor.  

## Historia
Föreningen grundades 1819 av ett antal kvinnor under ledning av prinsessan Sofia Albertina. Under sina första år hade den en provisorisk verksamhet, men 1825 organiserades den under fasta stadgar och Sofia Albertina blev dess officiella ordförande. Dess syfte var: »att efter möjligaste urskiljning med något årligt bidrag understödja allmänna uppfostringsinrättningar för fattiga flickor samt behöfvande qvinnor af olika samhällsklasser inom hufvudstaden». Föreningen hade länge endast kvinnliga medlemmar, vilket senare under 1800-talet skulle komma att bli vanligt men vid dess bildade ännu var unikt.

## Ordförande
- 1825–1829 : Prinsessan Sofia Albertina
- 1829–1876 : Drottning Josefina
- 1876–1889 : Prinsessan Eugenia
- 1889–1905 : Kronprinsessan Viktoria
- 1905–1920 : Kronprinsessan Margareta
- 1920–1930 : Drottning Viktoria